# Henrik Castegren
Henrik Castegren, né le 28 mars 1996 à Norrköping en Suède, est un footballeur suédois qui évolue au poste de défenseur central.

## Biographie

### En club
Natif de Norrköping en Suède, Henrik Castegren est formé par l'un des clubs de sa ville natale, l'IFK Norrköping. Il débute en professionnel avec un autre club de la ville, l'IF Sylvia où il est prêté de 2014 à 2015. Il évolue alors en deuxième division suédoise, le Superettan.
Il fait sa première apparition avec l'IFK Norrköping en championnat, 22 mai 2016 contre Örebro Sportklubb. Les deux équipes se séparent sur un match nul (2-2). Il inscrit son premier but en professionnel le 24 août 2016, lors d'une rencontre de coupe de Suède face au Västerås SK FK. Entré en jeu à la place de Linus Wahlqvist, il est servi par David Moberg Karlsson, participant ainsi à la victoire de Norrköping (0-4).
En 2018 il est prêté à Degerfors IF.
Il fait ensuite son retour à l'IFK Norrköping où il trouve une place régulière dans l'équipe première. En octobre 2018 il prolonge son contrat avec son club formateur.
Le 18 février 2022, Henrik Castegren rejoint la Pologne en s'engageant en faveur du Lechia Gdańsk,.